# 다운비트

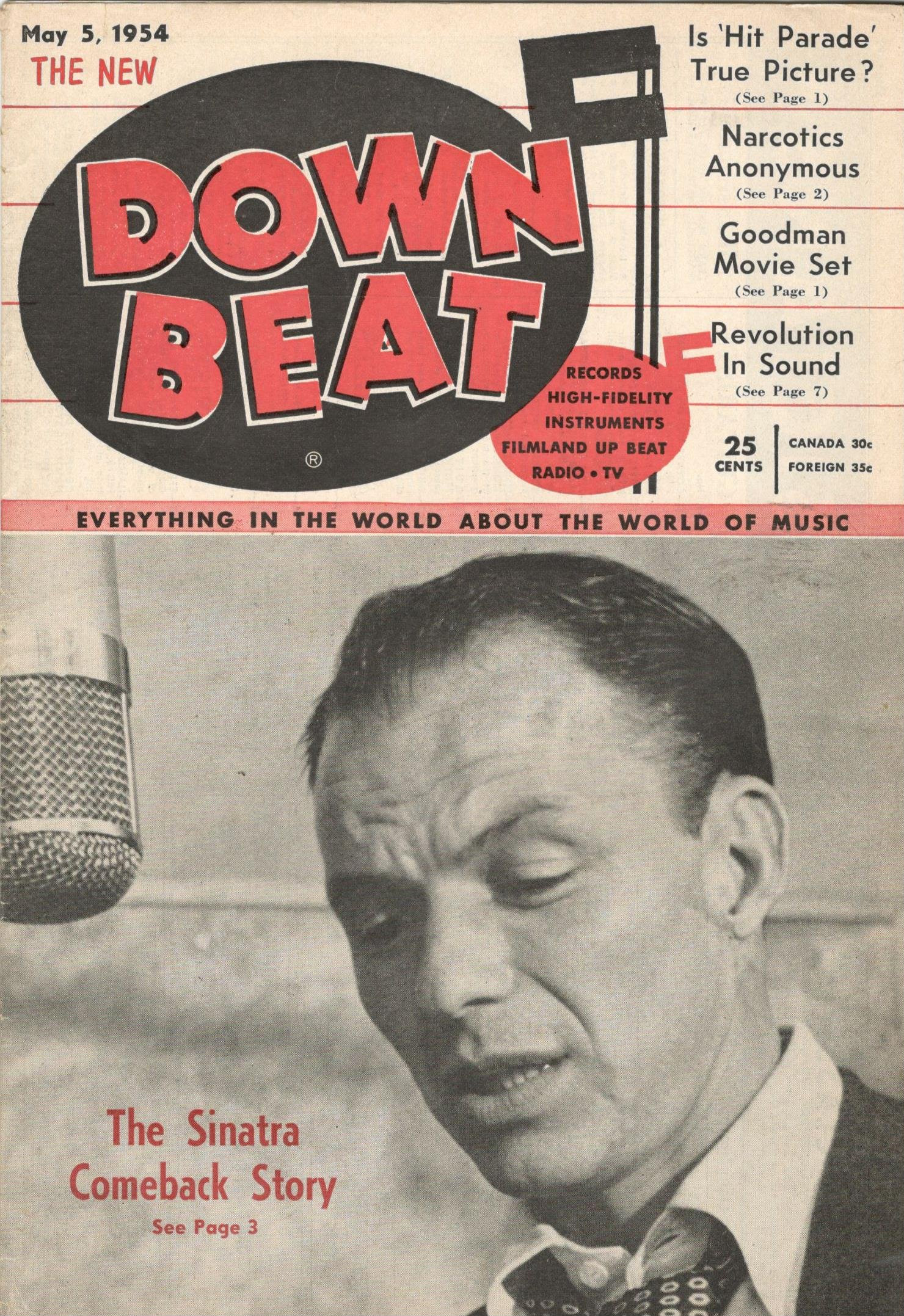

《다운 비트》(DownBeat)는 재즈, 블루스 그리고 그 너머를 다루는 미국의 음악 잡지이다. 1934년 일리노이주 시카고에서 출판되었다. 이것은 음악에서 "비트 원"이라고도 불리는 "다운비트"의 이름을 따서 붙여졌다.
《다운 비트》는 독자와 비평가를 대상으로 한 연간 설문 조사 결과를 다양한 카테고리로 발표한다. 《다운 비트 재즈 명예의 전당》(The DownBeat Jazz Hall of Fame)에는 독자와 비평가의 투표에서 모두 당선된 사람들이 포함되어 있다. 독자들의 여론조사 결과는 12월호, 비평가들의 8월호에 실렸다.

## 역사
《다운 비트》는 1934년 일리노이주 시카고에서 설립되었다. 1939년 9월, 잡지는 발행 부수가 "5년 전 수백 부에서 한 달에 8만 부 이상"으로 증가했으며, 다음 달부터는 월간에서 주간으로 바뀔 것이라고 발표했다. 1979년 4월, 《다운 비트》는 1939년 이후 처음으로 월간 스케줄에 들어갔다.
1960년 여름 《다운 비트》는 일본판을 출시했다.
《다운 비트》는 2016년과 2017년 재즈 저널리스트 협회에 의해 올해의 재즈 출판사로 선정되었다.

## 같이 보기
- 그래미 평생 공로상